# Перес Компанк, Грегорио
Грего́рио Пе́рес Компа́нк (исп. Gregorio Pérez Companc; 23 августа 1934, Буэнос-Айрес, Аргентина — 14 июня 2024, Буэнос-Айрес) — аргентинский предприниматель, промышленник, миллиардер и филантроп. Известен также как «Гойо» и «Кардинал».

## Биография
Грегорио Перес Компанк родился в 1934 году в семье Бенито Басана и Хуаны Эмилианы Лопес. В 1945 году был усыновлён Маргаритой Компанк де Перес Акунья. Его приёмный отец в 1946 году основал нефтяную компанию Petrolera Perez Companc, благодаря которой Грегорио, в последующем, сколотил своё состояние. Сильное расширение PeCom пришлось на период президентства Карлоса Менема, в период приватизации, когда компанией были куплены часть активов YPF. В 1997-м за 600 млн долларов продал испанской группе Santander свою долю в Banco Río de la Plata, одного из крупнейших частных банков Аргентины. В 1999 году за 400 млн долларов были куплены 60 % акций компании Molinos Río de la Plata, бывшего подразделения аргентинского конгломерата Bunge y Born. В 2002 году Перес Компанк продал свою нефтяную компанию Perez Companc бразильской Petrobras за 1 млрд долларов.
В 2009 году подарив свою долю в Molinos Río de la Plata (75 % акций) семерым детям, отошёл от активного участия в бизнесе. Занимался благотворительностью, коллекционировал автомобили. Состояние на 2016 год оценивалось в 1,53 млрд долларов США.
Грегорио Перес Компанк ревностный католик, являлся членом ордена Opus Dei.
Умер 14 июня 2024 года в возрасте 89 лет.